# Jean-Marie Defrance
Jean-Marie Defrance (Wassy, 21 de Setembro de 1771 – Épinay-sur-Seine, 6 de Julho de 1855) foi um general francês que participou nas Guerras revolucionárias francesas e nas Guerras Napoleónicas. Foi membro do Conselho dos Quinhentos (a câmara mais baixa do ramo legislativo do governo francês subordinada ao Diretório), e professor na escola militar de Rebais, Champagne.
A vida militar de Defrance foi extensa e bem-sucedida durante as Guerras revolucionárias e as Napoleónicas. Após a Primeira Batalha de Zurique, recusou uma promoção a brigadeiro-general pedindo antes um regimento de cavalaria; recebeu o comando do 12.º Regimento de Caçadores a Cavalo (cavalaria ligeira) como chefe-de-brigada, posto equivalente a ao de coronel. Liderou a sua brigada nas campanhas de 1799–1800 na região Sudoeste da Alemanha e Norte de Itália. Em 1805, foi promovido a brigadeiro-general. Nas batalhas de Austerlitz, Jena e Auerstedt, comandou uma brigada de cavalaria de carabineiros na 1.ª Divisão de Étienne Marie Antoine Champion de Nansouty. Na Batalha de Borodino, em Setembro de 1812, foi promovido a general-de-divisão, assumindo o comando da 4.ª Divisão de Reservas de cuirassiers, de Nansouty. Depois da derrota francesa em Leipzig, Defrance escapou através da Alemanha, pelo rio Reno, para participar na Campanha dos Seis Dias.
Nos Cem Dias, comandou parte do Exército do Oeste de Jean Maximilien Lamarque. Na segunda Restauração francesa (1815-1830), manteve os seus títulos e honrarias, e foi responsável por vários cargos de comando até à sua reforma em 1829. Morreu em 1855.